# 4e armée de chars
Pour les articles homonymes, voir 4e armée.
La 4e armée de chars (en russe : 4-я танковая армия, parfois traduit « 4e armée de tanks »), renommé en mars 1945 4e armée de chars de la Garde (en russe : 4-я гвардейская танковая армия), était une grande unité de l'Armée rouge durant la Grande Guerre patriotique (la Seconde Guerre mondiale).

## Grande Guerre patriotique

### Première formation
La 4e armée de chars a été formée une première fois le 1er août 1942 par la directive de la Stavka numéro 994 124 du 22 juillet 1942 sur la base des unités de commandement et de soutien de la 28e armée avec les 22e et 23e corps blindés.
Selon la doctrine militaire des opérations en profondeur prônée par l'Armée rouge (théorisée par Triandafillov et Toukhatchevski), une armée de chars (Танковая армия, abrégée en TA) est destinée à être engagée après une percée effectuée par une autre armée combinée (composée d'infanterie largement soutenue par des divisions d'artillerie et des brigades de tanks d'accompagnement) ; le rôle de l'armée de chars étaient de servir d'« échelon de frappe opérative » en s'enfonçant le plus loin possible en territoire adverse (jusqu'à 150 à 400 km), si possible ses corps d'armée avançant en parallèle, pour déstructurer tout le système ennemi. Les deux (3e et 5e dès mai-juin 1942) puis six armées de chars furent les fers de lance des principales offensives soviétiques de la seconde partie de la Grande Guerre patriotique.
Le 27 juillet 1942, alors qu'elle est encore en cours de constitution, manquant d'artillerie, de munitions, de radios et d'officiers, la 4e armée de chars est lancée dans une contre-attaque du front de Stalingrad contre la 6e armée allemande lors de son avancée dans la boucle du Don vers la ville de Stalingrad. Lors de ces prémices de la bataille de Stalingrad, elle tente avec la 1er armée de chars de couper les éléments de pointe de la VI. Armee qui avance vers Kalatch. Mal préparée, dépourvue de couverture aérienne et mal synchronisée, l'attaque échoue et la 4e armée doit se replier avant d'être en grande partie encerclée et détruite le 15 août 1942 dans la boucle du Don aux alentours de Kremskaïa[pas clair].
Le 15 août, une partie des restes de la 4e armée de chars est encerclée par les XXIV. Panzerkorps et XIV. Panzerkorps sur la rive occidentale du Don, au sud de Sirotinskaia ; la poche est liquidée peu après. Le 22 octobre 1942, la 4e armée de chars est dissoute, ses unités non mécanisées participant à la formation de la 65e armée.

### Seconde formation
La 4e armée de chars a été reformée le 15 juillet 1943 par ordre du commandement suprême no 46194 du 26 juin, regroupant les 11e et 30e corps blindés, le 6e corps mécanisé de la Garde, un régiment de motocyclistes, un régiment de canons automoteurs, du génie, des transmissions, etc.
Le 20 juillet 1943 elle est intégrée au front de l'Ouest, puis réaffectée le 30 juillet 1943 au front de Briansk, au sein duquel elle participe à l'opération Koutouzov contre le saillant d'Orel. Le 20 septembre, la 4e armée de chars est versée dans les réserves de la Stavka, et le 27 février 1944 elle est affectée au premier front d'Ukraine. Au début de 1944, elle participe à l'offensive Dniepr-Carpates, qui achève la reconquête du sud-ouest de l'Ukraine.
En juillet 1944, les 1re armée de chars de la Garde, 3e armée de chars de la Garde et 4e armée de chars sont regroupées en Ukraine occidentale et affectées au premier front ukrainien d'Ivan Koniev pour être utilisées dans le cadre de l'offensive Lvov-Sandomir contre le groupe d'armées Ukraine du Nord allemand. Une des deux percées initiales est confiée aux 60e et 38e armées entre Brody et Ternopol sur un front d'attaque étroit (14 km). Le 14 juillet 1944, malgré une préparation d'artillerie très concentrée, l'assaut de l'infanterie ne débouche pas, contre-attaqué dès le 15 juillet par les 1re panzerdivision et 8e panzerdivision et 14e division SS Galicie, l'adversaire étant arrêté grâce à un soutien aérien massif (le front dispose de 3 246 chasseurs et bombardiers). Le 17 juillet, l'échelon d'exploitation que représentent les 387 blindés (chars de combat et canons automoteurs) de la 4e armée de chars est engagé dans le secteur d'attaque de la 60e armée, sans percer mais repoussant les troupes allemandes au-delà de Zolotchev, puis de Peremychliany le 22 et de Nikolaïev le 23. La 4e armée de chars ne réussit pas à fermer l'encerclement de Lvov par le sud. Lvov est finalement évacuée par les Allemands le 27. La 4e armée de chars marche ensuite par Drogobytch jusqu'aux pieds des Carpates, puis rejoint les rives de la Vistule, passant dans la tête de pont de la rive gauche le 11 août. La premier front ukrainien passe alors sur la défensive, en attendant son rééquipement et le rétablissement de sa logistique. Pour l'opération Lvov-Sandomir, la 4e armée de chars a avancé de 340 km à travers les lignes allemandes.
L'armée entre dans la tête de pont de Sandomir, où s'entassent aussi la 3e armée de la Garde, les 5e et 13e armées ainsi que les 1re et 3e armées de chars de la Garde. Pendant l'été 1944, l'armée est immobilisée six jours sur les 16 jours de l’offensive par manque de gazole (malgré l’usage en remplacement d’un mélange kérosène de chauffage avec de l'essence le tout pris aux Allemands, parfois avec de la vodka).
En 1945, la 4e armée de chars participe aux opérations en Haute-Silésie.

### 4earméede chars de la Garde
Le 17 mars 1945, la 4e armée de chars devient la 4e armée de chars de la Garde.
Elle participe à la bataille de Berlin.
Puis elle est envoyée d'urgence pour participer à l'opérations de Haute-Silésie, pour contrer l'opération Gemse qui visait à briser le siège de Breslau.
Enfin elle participe à l'Offensive Prague.

## Guerre froide
D'abord affecté au groupe central de forces qui occupe l'Autriche et la Hongrie, la 4e armée de chars de la Garde, renommée 4e armée mécanisée de la Garde, est transférée en 1947 dans la zone d'occupation soviétique en Allemagne, avec son état-major à Eberswalde.
En 1960, l'armée change de nouveau de nom, pour devenir la 20e armée de la Garde.